# Eliseu
Eliseu Pereira dos Santos, meglio noto come Eliseu (Angra do Heroísmo, 1º ottobre 1983), è un ex calciatore portoghese, di ruolo centrocampista o difensore.

## Caratteristiche tecniche
È un'ala sinistra che può giocare anche a destra. Dotato di ottima tecnica è in possesso anche di un tiro preciso e potente, inoltre può giocare anche come terzino sinistro.

## Carriera

### Club

#### I primi anni
Inizia a giocare nello Sport Clube Lusitânia per poi trasferirsi, all'età di 19 anni, nel Belenenses, club del quartiere Belém della capitale Lisbona.
Dopo tre anni, 35 presenze e due gol, viene dato in prestito al Varzim, club militante nella seconda divisione portoghese, con il quale colleziona 16 presenze e 3 reti.
Nella stagione 2006-2007 ritorna a far parte del Belenenses per il quale scende in campo 17 volte segnando una rete.

#### Málaga
Nell'estate viene ceduto al club spagnolo del Málaga contribuendo alla promozione nella sua prima stagione e all'ottenimento di un ottavo posto in quella successiva, con 72 presenze e 10 reti (di cui 7 nella stagione 2008-2009).

#### Lazio
Il 7 luglio 2009, viene annunciato il suo acquisto da parte della Lazio. Esordisce con la nuova maglia in Europa League contro l'Elfsborg, partita terminata 3-0 per i biancocelesti, offrendo anche una buona prestazione. Nella squadra capitolina gioca però solo altre due partite in campionato mentre in Europa League fu utilizzato con regolarità prima della cessione.

#### Real Saragozza
Il 7 gennaio 2010 viene ingaggiato ufficialmente dal Real Saragozza con la formula del prestito con diritto di riscatto a favore del club spagnolo.

#### Il ritorno al Málaga

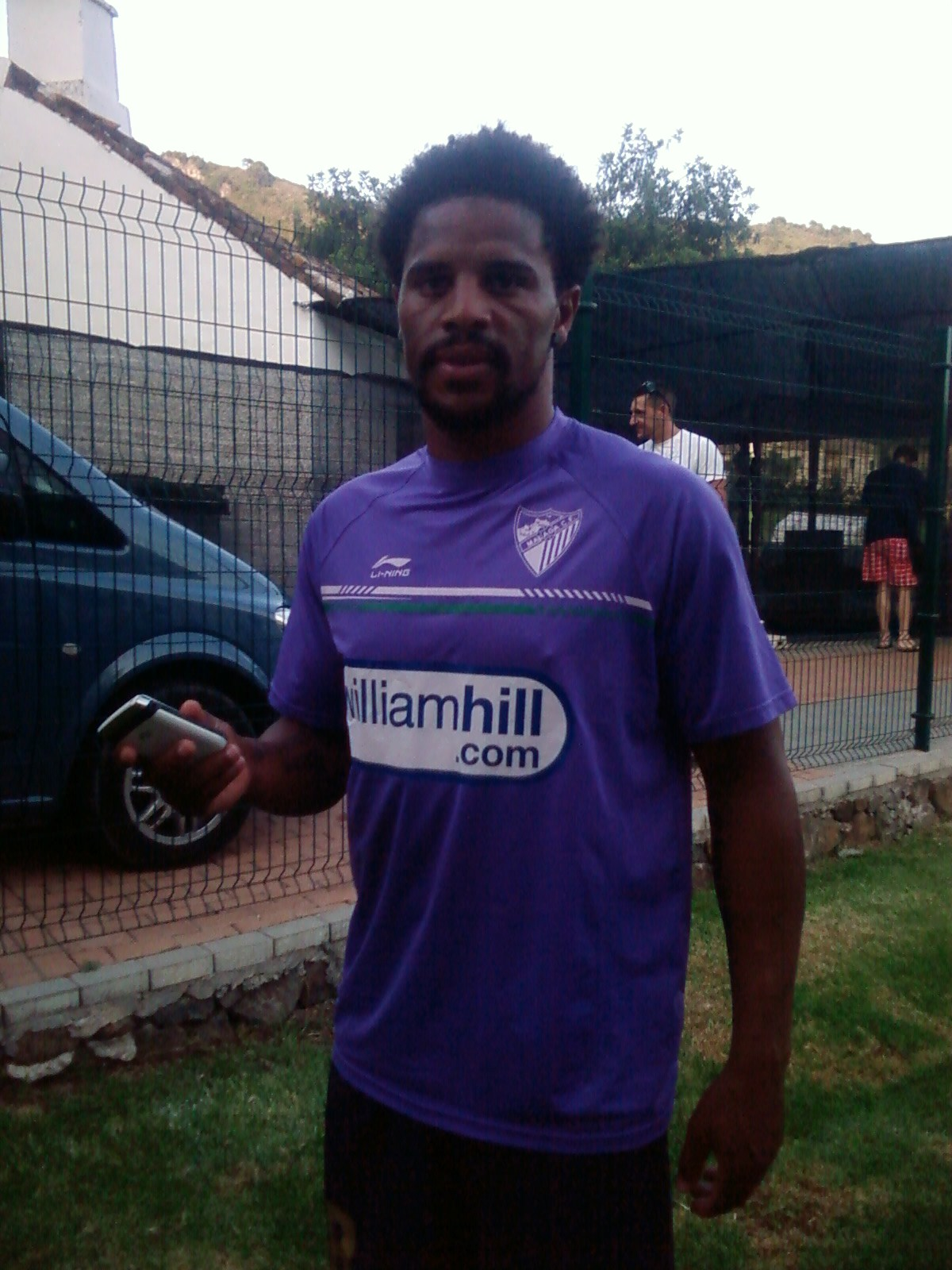
Eliseu al Málaga nel 2010

Il 15 luglio 2010 viene annunciato dal suo vecchio club, il Málaga, il ritorno di Eliseu, il quale firma un contratto quadriennale. Il portoghese gioca i preliminari di UEFA Champions League 2012-2013 e conquista il passaggio ai gironi con un pareggio per 0-0 e una vittoria casalinga per 2-0, in cui segna un gol, contro la squadra greca del Panathīnaïkos. Gioca quasi tutte le partite dalla fase a gironi fino ai quarti di finale contro il Borussia Dortmund e mette totalmente a segno 4 gol di cui il più spettacolare è stato quello dalla distanza negli ottavi di finale contro il Porto.

### Nazionale
Ha esordito il 10 giugno 2009 nel match con la nazionale dell'Estonia (0-0). È stato convocato dal commissario tecnico Carlos Queiroz per la partita amichevole, di preparazione alle qualificazioni Mondiali, contro la Finlandia, l'11 febbraio 2009.
Viene convocato per gli Europei 2016 in Francia. Il 10 luglio si laurea campione d'Europa dopo la vittoria in finale sulla Francia padrona di casa per 1-0, ottenuta grazie al goal decisivo di Éder durante i tempi supplementari.

## Statistiche

### Presenze e reti nei club
Statistiche aggiornate al termine della carriera da calciatore.
| Stagione            | Squadra           | Campionato        | Campionato | Campionato | Coppe nazionali | Coppe nazionali | Coppe nazionali | Coppe continentali | Coppe continentali | Coppe continentali | Altre coppe | Altre coppe | Altre coppe | Totale | Totale |
| Stagione            | Squadra           | Comp              | Pres       | Reti       | Comp            | Pres            | Reti            | Comp               | Pres               | Reti               | Comp        | Pres        | Reti        | Pres   | Reti   |
| ------------------- | ----------------- | ----------------- | ---------- | ---------- | --------------- | --------------- | --------------- | ------------------ | ------------------ | ------------------ | ----------- | ----------- | ----------- | ------ | ------ |
| 2002-2003           | Belenenses        | PL                | 1          | 1          | CP              | 0               | 0               |                    | -                  | -                  |             | -           | -           | 1      | 1      |
| 2003-2004           | Belenenses        | PL                | 23         | 1          | CP              | 0               | 0               |                    | -                  | -                  |             | -           | -           | 23     | 1      |
| 2004-2005           | Belenenses        | PL                | 10         | 0          | CP              | 0               | 0               |                    | -                  | -                  |             | -           | -           | 10     | 0      |
| 2005-2006           | Varzim SC         | SL                | 16         | 3          | CP              | 0               | 0               |                    | -                  | -                  |             | -           | -           | 16     | 3      |
| 2006-2007           | Belenenses        | PL                | 17         | 1          | CP              | 4               | 1               |                    | -                  | -                  |             | -           | -           | 22     | 2      |
| Totale Belenenses   | Totale Belenenses | Totale Belenenses | 51         | 3          |                 | 4               | 1               |                    | -                  | -                  |             | -           | -           | 55     | 4      |
| 2007-2008           | Málaga            | SD                | 36         | 3          | CR              | 2               | 1               |                    | -                  | -                  |             | -           | -           | 38     | 4      |
| 2008-2009           | Málaga            | PD                | 36         | 7          | CR              | 2               | 0               | -                  | -                  | -                  | -           | -           | -           | 38     | 7      |
| lug. 2009-gen. 2010 | Lazio             | A                 | 2          | 0          | CI              | 0               | 0               | UEL                | 7                  | 0                  | SI          | -           | -           | 9      | 0      |
| gen. - giu. 2010    | Real Saragozza    | PD                | 21         | 2          | CR              | 0               | 0               |                    | -                  | -                  |             | -           | -           | 21     | 2      |
| 2010-2011           | Málaga            | PD                | 35         | 4          | CR              | 4               | 1               |                    | -                  | -                  |             | -           | -           | 39     | 5      |
| 2011-2012           | Málaga            | PD                | 25         | 2          | CR              | 3               | 0               |                    | -                  | -                  |             | -           | -           | 28     | 2      |
| 2012-2013           | Málaga            | PD                | 28         | 1          | CR              | 3               | 0               | UCL                | 9                  | 5                  |             | -           | -           | 40     | 6      |
| 2013-2014           | Málaga            | PD                | 28         | 2          | CR              | 2               | 1               |                    | -                  | -                  |             | -           | -           | 30     | 3      |
| Totale Malaga       | Totale Malaga     | Totale Malaga     | 188        | 19         |                 | 16              | 3               |                    | 9                  | 5                  |             | -           | -           | 213    | 27     |
| 2014-2015           | Benfica           | PL                | 26         | 4          | CP+CdL          | 0+3             | 0               | UCL                | 3                  | 0                  | SP          | 1           | 0           | 33     | 4      |
| 2015-2016           | Benfica           | PL                | 31         | 0          | CP+CdL          | 2+1             | 0               | UCL                | 10                 | 0                  | SP          | 0           | 0           | 44     | 0      |
| 2016-2017           | Benfica           | PL                | 12         | 0          | CP+CdL          | 3+1             | 0+0             | UCL                | 4                  | 0                  | SP          | 0           | 0           | 20     | 0      |
| 2017-2018           | Benfica           | PL                | 6          | 0          | CP+CdL          | 0+2             | 0+0             | UCL                | 3                  | 0                  | SP          | 1           | 0           | 12     | 0      |
| Totale Benfica      | Totale Benfica    | Totale Benfica    | 75         | 4          |                 | 5+7             | 0               |                    | 20                 | 0                  |             | 2           | 0           | 109    | 4      |
| Totale carriera     | Totale carriera   | Totale carriera   | 353        | 31         |                 | 32              | 4               |                    | 36                 | 5                  |             | 2           | 0           | 423    | 40     |

### Cronologia presenze e reti in nazionale
| Cronologia completa delle presenze e delle reti in nazionale ― Portogallo | Cronologia completa delle presenze e delle reti in nazionale ― Portogallo | Cronologia completa delle presenze e delle reti in nazionale ― Portogallo | Cronologia completa delle presenze e delle reti in nazionale ― Portogallo | Cronologia completa delle presenze e delle reti in nazionale ― Portogallo | Cronologia completa delle presenze e delle reti in nazionale ― Portogallo | Cronologia completa delle presenze e delle reti in nazionale ― Portogallo | Cronologia completa delle presenze e delle reti in nazionale ― Portogallo |
| Data                                                                      | Città                                                                     | In casa                                                                   | Risultato                                                                 | Ospiti                                                                    | Competizione                                                              | Reti                                                                      | Note                                                                      |
| ------------------------------------------------------------------------- | ------------------------------------------------------------------------- | ------------------------------------------------------------------------- | ------------------------------------------------------------------------- | ------------------------------------------------------------------------- | ------------------------------------------------------------------------- | ------------------------------------------------------------------------- | ------------------------------------------------------------------------- |
| 10-6-2009                                                                 | Tallinn                                                                   | Estonia                                                                   | 0 – 0                                                                     | Portogallo                                                                | Amichevole                                                                | -                                                                         | 51’ 68’                                                                   |
| 12-8-2009                                                                 | Vaduz                                                                     | Liechtenstein                                                             | 0 – 3                                                                     | Portogallo                                                                | Amichevole                                                                | -                                                                         | 62’                                                                       |
| 7-10-2011                                                                 | Porto                                                                     | Portogallo                                                                | 5 – 3                                                                     | Islanda                                                                   | Qual. Euro 2012                                                           | 1                                                                         |                                                                           |
| 11-10-2011                                                                | Copenaghen                                                                | Danimarca                                                                 | 2 – 1                                                                     | Portogallo                                                                | Qual. Euro 2012                                                           | -                                                                         | 65’                                                                       |
| 11-10-2014                                                                | Parigi                                                                    | Francia                                                                   | 2 – 1                                                                     | Portogallo                                                                | Amichevole                                                                | -                                                                         |                                                                           |
| 14-10-2014                                                                | Copenaghen                                                                | Danimarca                                                                 | 0 – 1                                                                     | Portogallo                                                                | Qual. Euro 2016                                                           | -                                                                         |                                                                           |
| 29-3-2015                                                                 | Lisbona                                                                   | Portogallo                                                                | 2 – 1                                                                     | Serbia                                                                    | Qual. Euro 2016                                                           | -                                                                         |                                                                           |
| 13-6-2015                                                                 | Erevan                                                                    | Armenia                                                                   | 2 – 3                                                                     | Portogallo                                                                | Qual. Euro 2016                                                           | -                                                                         |                                                                           |
| 16-6-2015                                                                 | Ginevra                                                                   | Italia                                                                    | 0 – 1                                                                     | Portogallo                                                                | Amichevole                                                                | -                                                                         | 24’ 82’                                                                   |
| 4-9-2015                                                                  | Lisbona                                                                   | Portogallo                                                                | 0 – 1                                                                     | Francia                                                                   | Amichevole                                                                | -                                                                         |                                                                           |
| 7-9-2015                                                                  | Elbasan                                                                   | Albania                                                                   | 0 – 1                                                                     | Portogallo                                                                | Qual. Euro 2016                                                           | -                                                                         |                                                                           |
| 11-10-2015                                                                | Belgrado                                                                  | Serbia                                                                    | 1 – 2                                                                     | Portogallo                                                                | Qual. Euro 2016                                                           | -                                                                         |                                                                           |
| 14-11-2015                                                                | Krasnodar                                                                 | Russia                                                                    | 1 – 0                                                                     | Portogallo                                                                | Amichevole                                                                | -                                                                         |                                                                           |
| 25-3-2016                                                                 | Leiria                                                                    | Portogallo                                                                | 0 – 1                                                                     | Bulgaria                                                                  | Amichevole                                                                | -                                                                         | 81’                                                                       |
| 29-5-2016                                                                 | Porto                                                                     | Portogallo                                                                | 3 – 0                                                                     | Norvegia                                                                  | Amichevole                                                                | -                                                                         | 79’                                                                       |
| 2-6-2016                                                                  | Londra                                                                    | Inghilterra                                                               | 1 – 0                                                                     | Portogallo                                                                | Amichevole                                                                | -                                                                         |                                                                           |
| 22-6-2016                                                                 | Lione                                                                     | Ungheria                                                                  | 3 – 3                                                                     | Portogallo                                                                | Euro 2016 - 1º turno                                                      | -                                                                         |                                                                           |
| 30-6-2016                                                                 | Marsiglia                                                                 | Polonia                                                                   | 1 – 1 dts (3 – 5 dtr)                                                     | Portogallo                                                                | Euro 2016 - Quarti di finale                                              | -                                                                         |                                                                           |
| 1-9-2016                                                                  | Porto                                                                     | Portogallo                                                                | 5 – 0                                                                     | Gibilterra                                                                | Amichevole                                                                | -                                                                         | 63’                                                                       |
| 28-3-2017                                                                 | Funchal                                                                   | Portogallo                                                                | 2 – 3                                                                     | Svezia                                                                    | Amichevole                                                                | -                                                                         | 46’                                                                       |
| 3-6-2017                                                                  | Estoril                                                                   | Portogallo                                                                | 4 – 0                                                                     | Cipro                                                                     | Amichevole                                                                | -                                                                         |                                                                           |
| 18-6-2017                                                                 | Mosca                                                                     | Russia                                                                    | 0 – 1                                                                     | Portogallo                                                                | Conf. Cup 2017 - 1º turno                                                 | -                                                                         | 65’                                                                       |
| 24-6-2017                                                                 | San Pietroburgo                                                           | Nuova Zelanda                                                             | 0 – 4                                                                     | Portogallo                                                                | Conf. Cup 2017 - 1º turno                                                 | -                                                                         |                                                                           |
| 28-6-2017                                                                 | Kazan'                                                                    | Portogallo                                                                | 0 – 0 dts (0 – 3 dtr)                                                     | Cile                                                                      | Conf. Cup 2017 - Semifinale                                               | -                                                                         |                                                                           |
| 2-7-2017                                                                  | Mosca                                                                     | Portogallo                                                                | 2 – 1 dts                                                                 | Messico                                                                   | Conf. Cup 2017 - Finale 3º posto                                          | -                                                                         |                                                                           |
| 31-8-2017                                                                 | Porto                                                                     | Portogallo                                                                | 5 – 1                                                                     | Fær Øer                                                                   | Qual. Mondiali 2018                                                       | -                                                                         |                                                                           |
| 3-9-2017                                                                  | Budapest                                                                  | Ungheria                                                                  | 0 – 1                                                                     | Portogallo                                                                | Qual. Mondiali 2018                                                       | -                                                                         | 62’                                                                       |
| 7-10-2017                                                                 | Andorra la Vella                                                          | Andorra                                                                   | 0 – 2                                                                     | Portogallo                                                                | Qual. Mondiali 2018                                                       | -                                                                         |                                                                           |
| 10-10-2017                                                                | Lisbona                                                                   | Portogallo                                                                | 2 – 0                                                                     | Svizzera                                                                  | Qual. Mondiali 2018                                                       | -                                                                         | 45+1’ 68’                                                                 |
| Totale                                                                    |                                                                           | Presenze                                                                  | 29                                                                        |                                                                           | Reti                                                                      | 1                                                                         |                                                                           |

## Palmarès

### Club
- Supercoppa italiana: 1

Lazio: 2009
- Campionato portoghese: 3

Benfica: 2014-2015, 2015-2016, 2016-2017
- Coppa di Lega portoghese: 2

Benfica: 2014-2015, 2015-2016
- Supercoppa di Portogallo: 1

Benfica: 2014, 2016
- Coppa del Portogallo: 1

Benfica: 2016-2017

### Nazionale
- Campionato d'Europa: 1

Francia 2016